# Bonbonnière (RATP)
 (mai 2020).
Si vous disposez d'ouvrages ou d'articles de référence ou si vous connaissez des sites web de qualité traitant du thème abordé ici, merci de compléter l'article en donnant les références utiles à sa vérifiabilité et en les liant à la section « Notes et références ».
Cet article concerne la rame de métro. Pour le récipient de bonbons, voir Bonbonnière.
La rame dite « Bonbonnière » est un matériel ferroviaire de type MF 67 (Métro Fer appel d'offres 1967) série C2A, troisième prototype de cette série. Son appellation vient de son intérieur rose bonbon.  Il a été fabriqué en alliage d'aluminium par Alstom-Brissonneau, mis en service en 1974 et exploité par la Régie autonome des transports parisiens (RATP). À l'origine, il s'agissait de la rame 003 mais elle a été renumérotée 13073. La rame fut réformée en janvier 2015.

## Composition
La rame en alliage d'aluminium est composée de la manière suivante : 
| Numéro       | Composition                              |
| ------------ | ---------------------------------------- |
| 003 ou C2A   | M.10006-N.11006-NA.12003-N.11005-M.10005 |
| 13073 ou C2A | M.10006-N.11006-A.13073-B.14159-M.10005  |

## Caractéristiques
Elle est équipée de bogies bimoteurs ANF C2P AIR MECATONE  (moteurs Alsthom) semblables aux bogies de « série C2 » mais avec suspensions secondaires pneumatiques, similaire à la série B2. Différents éléments de son intérieur présentent des particularités : trappes de voussoirs de portes, indicateurs de destination, banquettes strapontins.

## Modifications de la rame
Au moment où est intervenue la grande révision de la rame en 1982 d'importants travaux ont été entrepris sur les châssis des bogies C2P assez abîmés. La révision fut difficile par suite du manque de pièces détachées et d'outillages adaptés. La deuxième grande révision de la rame en 1992 à l'atelier de Choisy permettra l'enlèvement des bogies prototypes par des CL121 sur trois motrices. La ventilation mécanique prototype du MF 67 F fut laissée.

## Carrière
Cette rame commence son service sur la ligne 7, puis est plus tard mutée sur la ligne 9 en renfort lors du chantier de rénovation. Elle circule un peu sur la ligne 10 entre 2002 et 2003, jusqu'à fin 2011 sur la ligne 3 (rame 13073), avant d'aller sur la ligne 12. Elle possède toujours ses bandeaux rose bonbon et n'a jamais subi de rénovation majeure. Dans un but d'homogénéisation du parc de la ligne 12, la rame a été rafraîchie intérieurement avec l'enlèvement de sa livrée intérieure rose bonbon. La rame fut radiée en janvier 2015 ; elle était la dernière rame en service équipée de banquettes de première génération.